# 植物学

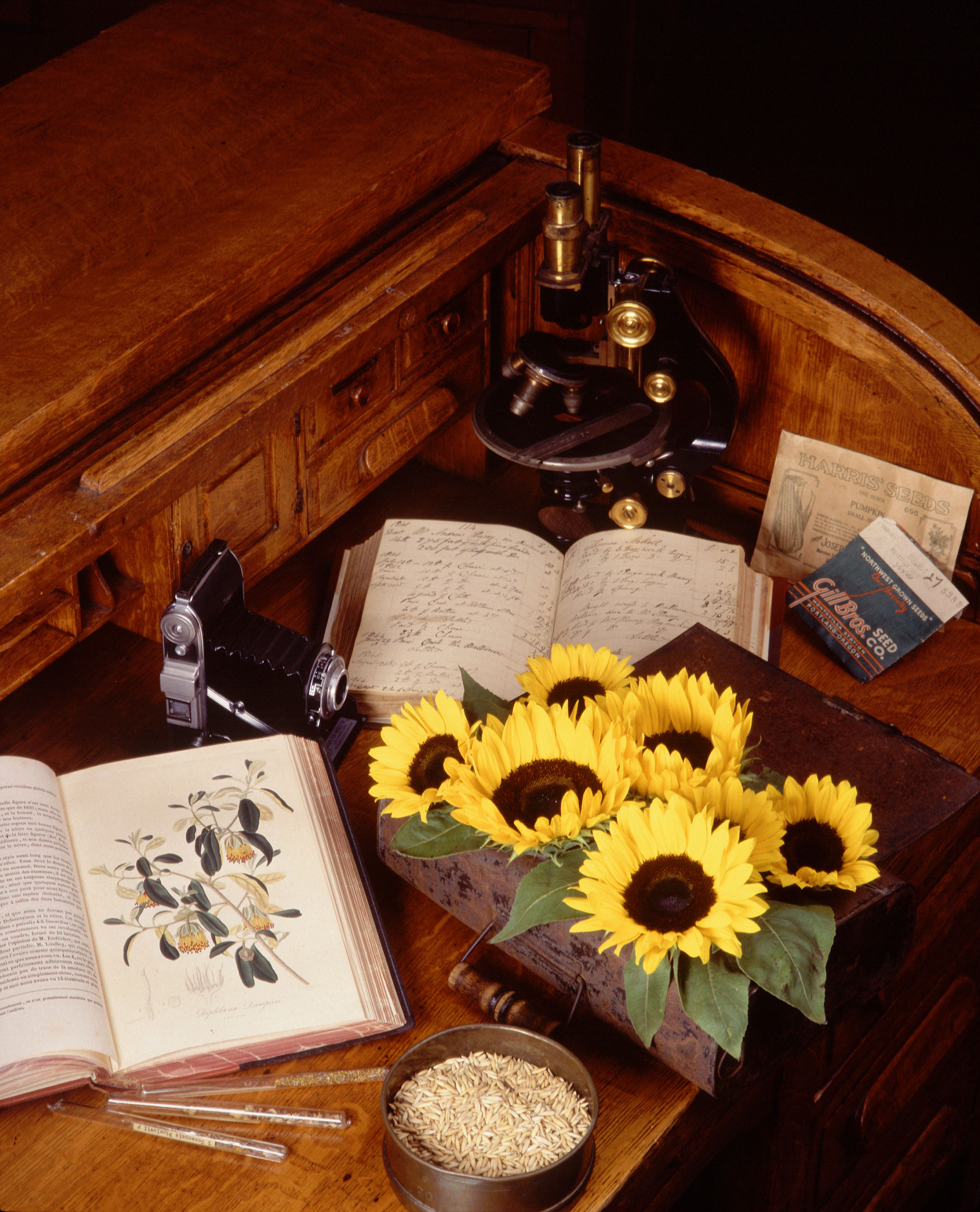
植物学者の歴史的な道具

植物学（、英: Botany）とは、「植物を対象とする生物学の一分科」。古くは生物を、動物と植物に分けることが一般的であり、生物学が誕生する以前から動物学と植物学は存在していた。
植物学の分野には、作物栽培学(農学)・海洋植物学など多彩な分野がある。なお、分子生物学や生命科学の進展から科学性を強調するために植物科学（しょくぶつかがく）と呼ぶこともある。

## 名称
英語のBotanyは、牧草地・草・ハーブを意味する古代ギリシア語のβοτάνηから来ている。
漢語の「植物学」は、植物学者ジョン・リンドリーの"Element of Botanity" の漢訳『植物学』（宣教師アレキサンダー・ウィリアムソン訳）が日本に伝わり、それ以前に使われていた蘭学者による植学に取って代わったものである。

## 学問分野
植物学の下位分野として、植物形態学、植物発生学、植物生理学、植物地理学、植物生態学などの諸分野がある。また、対象とする生物ごとに、シダ学、コケ類学、藻類学、樹木学などと分けることもある。農学や林学、園芸学、草地学との関わりも深い。リンネの二名法以降、分類学的な研究が発展し、メンデルの法則以降は遺伝学による育種学も行われてきた。

## 解剖学・細胞学・組織学
最初に発見された細胞がコルクであったように、植物細胞は細胞壁を持つため、その組織は観察がたやすい。顕微鏡の使用が行われるようになってすぐに細胞が発見されると、組織学的研究が進んだ。細胞説も植物に関してが一歩先んじている。ただし、それ以降の進歩は速いとは言えない。その要因の1つには、動物のような生体解剖が植物では難しいことが挙げられる。動物では体内に各種器官があり、区別して取り出せるのに対して、植物ではそれぞれが細胞単位で機能しており、しかも互いに密着している。したがって、そのレベルでの植物の機能については単純な機構を想定しての推測になる面が多かった。この分野では、21世紀現在でも研究が進行中である。

## 植物生理学
植物が餌も採らずに生長することについては、ヘルモント（1648年）がヤナギの生長とその間の土の損失を測定した実験など、古くから探求が行われてきた。様々な光合成にかかわる条件やその影響の出方から、20世紀初頭には明反応と暗反応の存在が予想されるに至ったものの、その機構についての具体的な解明が行われたのは、呼吸鎖の解明以降であった。
また、個体レベルの生理学は、成長の調節や傾性・屈性の研究から、植物ホルモンの発見などが挙げられる。

## 遺伝学
遺伝学は、メンデルがエンドウを使って法則を明らかにしたことで発展が始まり、シロイヌナズナやイネ、タバコをモデル植物とした研究が盛んに行われてきた。ただ、それ以前から遺伝学の実験には植物がよく使われていた。ヒトが飼育栽培する生物の中では、植物の方が寿命が短く管理しやすいものが多かったためであろう。
しかし、ショウジョウバエやアカパンカビなどがモデル生物として使われるようになってからは、研究の最前線において、モデル植物の利用は減少した。

## 植物地理学・生態学
植物地理学は、世界の様々な地域での植物相の分布を論じるが、植物相はその地域の相観を決める重要な要素である。したがって、地理学と強固に結びつき、気候帯の区分などに向かった。また、各地における様々な植物群落の組成を調べる研究は、植物社会学と言われる植物に関する群集生態学へ発展した。他方で、そのような植物群集の移り変わりから、遷移の理論が発展した。さらに、それに動物群集をまとめて考えることで生態系の概念が生まれた。これらは生態学の重要な部分を占める。